# Placilla
Placilla è un comune del Cile della provincia di Colchagua nella Regione del Libertador General Bernardo O'Higgins. Al censimento del 2002 possedeva una popolazione di 8.078 abitanti.

## Società

### Evoluzione demografica
| Censimento del 1992 | Censimento del 2002 |
| 7.799 ab.           | 8.078 ab.           |